# AutoMaidan

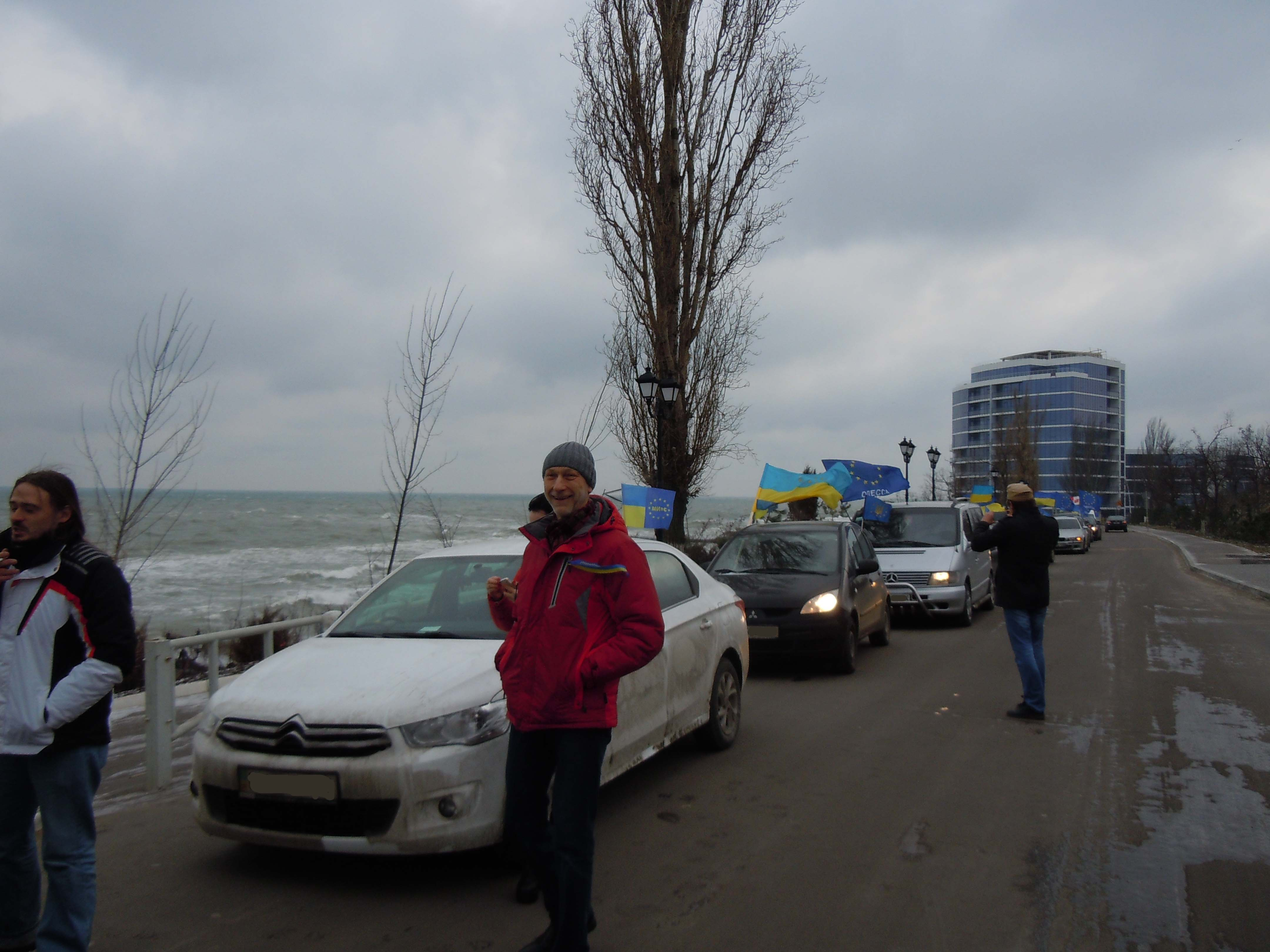
Una caravana de l'AutoMaidan a Odessa el 25 de gener de 2014

AutoMaidan (ucraïnès: Автомайдан) és un moviment dins de l'EuroMaidan, que busca la dimissió del president d'Ucraïna, Víktor Ianukóvitx. Es compon principalment de conductors que protegeixen els campaments de protesta i bloquegen els carrers.
Va organitzar una processó de cotxes el 29 de desembre de 2013 fins a la residència del president a Mezhyhirya per expressar les seves protestes davant la seva negativa a signar l'Acord d'Associació Ucraïna-Unió Europea el desembre de 2013. La caravana es va aturar un parell de centenars de metres curts de la seva residència. L'AutoMaidan ha estat blanc reiterat d'atacs violents per part de les forces governamentals i els seus partidaris.
Un dels organitzadors, Dmitro Bulatov, va ser segrestat per assaltants desconeguts el 22 de gener de 2014 i va reaparèixer el 30 de gener, després d'haver estat torturat i visiblement ferit. El 6 de febrer de 2014, mentre se sotmetia a tractament a Lituània, va declarar en una conferència de premsa a Vilnius que l'havien torturat per confessar que la seva organització rebia finançament i ajuda dels estatunidencs i especialment de l'ambaixador dels Estats Units a Ucraïna, i que l'havien contractat per organitzar l'AutoMaidan i els disturbis contra el govern actual. Durant la conferència de premsa Bulatov va subratllar en repetides ocasions que creia que l'havien segrestat les forces especials russes, i que el líder Viktor Medvedchuk podria haver estat involucrat en el segrest. El segrest de Bulatov va ser àmpliament condemnat, també per la comissària de la Unió Europea per als Afers Exteriors, Catherine Ashton. A finals de febrer Bulatov va ser nomenat Ministre de Joventut i Esport en el primer Govern Yatsenyuk, però no va repetir en el segon Govern Yatsenyuk.
El 30 d'agost de 2015 activistes AutoMaidan van ocupar breument la finca de l'ex primer ministre Serhiy Kivalov a Odessa per exposar la seva riquesa.
El 31 d'octubre de 2015, 100 vehicles AutoMaidan van protestar a la mansió del president de Petro Poroshenko exigint la renúncia del fiscal general Viktor Shokin. Van acusar Shokin de sabotejar la corrupció i de les investigacions de la mort de manifestants euromaidan.
A mitjans de febrer de 2016 activistes AutoMaidan de Zhitomir van bloquejar el pas de camions amb plaques de matrícula russos a la frontera entre Belarús i Ucraïna.